# Laogai

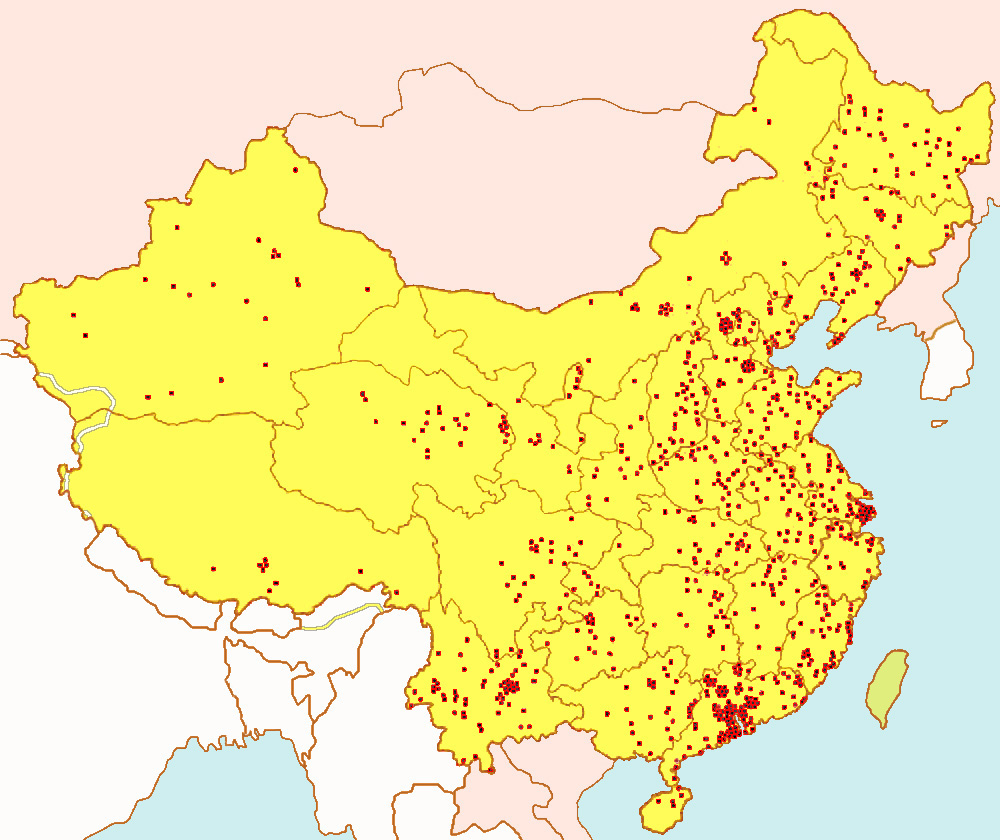
Locais dos Laogai na China do libro Laogai. I Gulag di Mao Zedong de Harry Wu.

Laogai (chinês: 勞改; pinyin: láo găi), a abreviatura de Laodong Gaizao (勞動 改造) que significa reforma pelo trabalho (geralmente traduzido como reeducação pelo trabalho), é o lema do sistema de justiça chinês e é usado para se referir a ao uso de trabalho forçado nas prisões da República Popular da China e, por extensão, aos locais onde ele ocorre. Estima-se que de 1955 a 2005 mais de 50 milhões de pessoas passaram pelos campos Laogai.
Láogǎi é diferente de Láojiào, ou reeducação pelo trabalho, que era o sistema de detenção administrativa para pessoas que não eram criminosas, mas cometeram crimes menores e tinha como objetivo “transformar infratores em cidadãos cumpridores da lei”.
Em 1994, os campos Laogai foram renomeados como "prisões". No entanto, a lei criminal chinesa ainda estipula que os prisioneiros que podem trabalhar devem "aceitar a educação e reformar-se pelo trabalho". Foi classificada a existência de uma extensa rede de campos de trabalhos forçados que produzem bens de consumo para exportação para Europa e Estados Unidos.
Durante as décadas de 1950 e 1960, as prisões chinesas, que eram semelhantes a fábricas organizadas, continham um grande número de pessoas que se consideravam muito críticas ao governo ou "contra-revolucionários". No entanto, muitas pessoas presas por razões políticas ou religiosas foram libertadas no final dos anos 1970, no início das reformas de Deng Xiaoping (conhecidas como reforma e abertura).
No século XXI, os críticos afirmam que as prisões chinesas produzem produtos para venda em países estrangeiros, com o dinheiro revertido para o governo da República Popular da China. Os produtos incluem tudo, desde chá verde a motores industriais e minas de carvão. De acordo com James D. Seymour e Richard Anderson, os produtos feitos nos campos de Laogai representam uma quantidade insignificante da produção de exportação da China continental e do produto interno bruto. Eles argumentam que o uso de mão de obra prisional para a indústria não é em si uma violação dos direitos humanos e que a maioria dos presos nas prisões chinesas está cumprindo sentenças pelo que geralmente é considerado crime no Ocidente. As críticas ocidentais a Laogai baseiam-se não apenas na exportação de produtos feitos por meio de trabalho forçado, mas também em relatos de detidos por violações políticas ou religiosas, como a liderança de igrejas domésticas chinesas não registradas. Embora o laogai tenha recebido críticas generalizadas pelas más condições das prisões, Seymour e Anderson dizem que os relatórios são exagerados, afirmando que "mesmo no pior dos casos, o laogai não é, como alguns alegaram, "o equivalente chinês de o gulag soviético".
As mudanças estruturais que se seguiram à queda do socialismo reduziram as receitas fiscais dos governos locais, aumentando a pressão para que os governos locais complementassem suas receitas em outros lugares. Ao mesmo tempo, os presos muitas vezes não constituem uma boa força de trabalho. Os produtos fabricados por mão de obra prisional na China são de qualidade muito baixa e tornaram-se impossíveis de vender no mercado aberto em concorrência com produtos fabricados por mão de obra paga não presa.
Em 2008, a Laogai Research Foundation, uma ONG de direitos humanos com sede em Washington, DC, estimou que aproximadamente 1.045 instalações Laogai estavam operando na China e continham entre 500.000 e 2 milhões de detidos.